# Grabowiec, Tỉnh West Pomeranian
Grabowiec [ɡraˈbɔvjɛt͡s] (tiếng Đức: Buchholz)  là một ngôi làng thuộc khu hành chính của Gmina Recz, thuộc hạt Choszczno, Tây Pomeranian Voivodeship, phía tây bắc Ba Lan. Nó nằm khoảng 4 kilômét (2 mi) phía đông Recz, 17 km (11 mi) về phía đông bắc của Choszczno, và 71 km (44 mi) về phía đông của thủ đô khu vực Szczecin.